# صلاح البردويل
صلاح البردويل (1379- 1446 هـ / 1959- 2025 م) هو سياسي فلسطيني، عضو المكتب السياسي لحركة المقاومة الإسلامية (حماس)، ونائب في المجلس التشريعي الفلسطيني عن الحركة في كتلة التغيير والإصلاح. ومحاضر بالجامعة الإسلامية بغزَّة أكثر من عشرين عامًا.

## ولادته وتحصيله
وُلد صلاح محمد إبراهيم البردويل يوم الاثنين 20 صفر 1379هـ الموافق 24 أغسطس (آب) 1959م، في مخيَّم خان يونس، ويعود أصله إلى قرية الجورة المحتلة. تلقى تعليمه من الابتدائية حتى الثانوية بمدارس خان يونس، وتخرَّج في القسم العلمي بنسبة 89%، وحالت الظروف دون أن يُكمل تعليمه في كلية الهندسة بجامعة الأزهر بمصر، لظروف خارجة عن إرادته، فحصل على درجة (بكالوريوس) في اللغة العربية من كلية دار العلوم في جامعة القاهرة عام 1982، ثم حصل على درجة (ماجستير) في الأدب الفلسطيني من معهد البحوث والدراسات العربية في القاهرة عام 1987، ثم على درجة (دكتوراه) في الأدب الفلسطيني أيضًا عام 2001.

## عمله ونشاطه
عمل البردويل مصلحًا اجتماعيًّا في محافظة خان يونس، ومدرِّسًا بالمدارس الثانوية، ثم بمعهد المعلِّمين. ثم عمل محاضرًا بالجامعة الإسلامية بغزة أكثر من عشرين عامًا. 
واعتُقل في السجون الإسرائيلية عام 1993، ووُضع تحت التحقيق مدَّة 70 يومًا متوالية في سجن غزة وسجن عسقلان، بتُهم قيادة حركة حماس في خان يونس، ولكنَّه خرج من الزنازين بعد ما لم تثبت التهمة عليه، ولم يعترف بها.
كان عضوًا في اتحاد الكتَّاب الفلسطينيين بغزَّة، ورأسَ تحرير جريدة الرسالة الأسبوعية وهو من مؤسسيها، وكاتب عمود ثابت فيها بعنوان «من شوارع الوطن». وعضوًا مؤسِّسًا لحزب الخلاص الوطني الإسلامي، وعضوَ المكتب السياسي بالحزب سابقًا، ورئيس الدائرة الإعلامية به، وعضو المجلس الوطني عن حزب الخلاص، وعضو المجلس المركزي لمنظمة التحرير عن حزب الخلاص. 
وكذلك كان عضوًا في نقابة الصحافيين الفلسطينيين، وأسَّس وشغل منصب رئيس جمعية التجمُّع الوطني للفكر والثقافة. مع عضويته في المجلس التشريعي الفلسطيني عن كتلة التغيير والإصلاح في دائرة خان يونس، وتوليه مسؤولية ملف العَلاقات الخارجية بالكتلة، ومقرِّر اللجنة السياسية بالمجلس التشريعي، وعضو لجنة الرقابة بالمجلس التشريعي الفلسطيني. وكان الناطقَ الإعلامي الرسمي لحركة المقاومة الإسلامية حماس في خان يونس حتى استشهاده في قصف صِهْيَوني على غزة.

## قتله واستشهاده
استُشهد صلاح البردويل يوم الأحد 23 رمضان 1446هـ الموافق 23 مارس (آذار) 2025م، عن خمسةٍ وستين عامًا. وكان مع زوجته في خيمته بمِنطقة المواصي غرب مدينة خان يونس، من جرَّاء ضربةٍ نفَّذتها القوَّات الجوِّية الإسرائيلية على قطاع غزة، ضمن الردِّ الإسرائيلي على عملية طوفان الأقصى.